# 并肩同行
“并肩同行”国际LGBT电影节（俄语： / 英語：）是一个旨在通过艺术电影来探讨有关男同性恋、女同性恋、双性恋及跨性恋议题的电影节。电影节创办于2008年，在每年秋天于俄罗斯的圣彼得堡举办。此外，电影节主办方几乎在每个月都会举办各种特别活动；并且自2009年以来，主办方开始尝试在俄罗斯其他地区反映参展电影。

## 获奖名单
| 奖项                 | 第一届 （2008年）             | 第二届 （2009年）     | 第三届 （2010年）          | 第四届 （2011年）   | 第五届 （2012年）          | 第六届 （2013年）     | 第七届 （2014年）              | 第八届 （2015年）                  | 第九届 （2016年）                | 第十届 （2017年）            |
| -------------------- | ----------------------------- | --------------------- | -------------------------- | ------------------- | -------------------------- | --------------------- | ------------------------------ | ---------------------------------- | -------------------------------- | ---------------------------- |
| 最佳故事长片         | 我是女生，也是男生 （阿根廷） | 暂停颁发              | 拉拉向前冲 （德国）        | 爱在收成时 （德国） | 美·男子 （南非）           | 阿黛尔的生活 （法国） | 断开爱链 （瑞典）              | 女仆琳恩 （德国）                  | 亚丽安娜 （意大利）              | 杏子树 （亚美尼亚）          |
| 最佳故事短片         | 拒穿比基尼 （加拿大）         | 暂停颁发              | 双髻鲨 （英国）            | 心灵 （奥地利）     | 沐浴 （智利）              | 脱光我 （瑞典）       | 追赶目标 （英国）              | 英格丽·褒曼传 （瑞典）             | 拍档 （美国）                    | 马提亚斯的秘密 （奥地利）    |
| 最佳纪录片           | 任何人与每个人 （美国）       | 暂停颁发              | 我拍我爱 （以色列 / 德国） | 后悔者 （瑞典）     | 苦楚我名 （美国 / 乌干达） | 瓦伦丁路 （美国）     | 暂停颁发                       | 暂停颁发                           | 谁还会来爱我？ （以色列 / 英国） | 已取消                       |
| 观众奖               | 别人的身体 （俄罗斯）         | 我是同志 （瑞典）     | 你好！我叫蕾丝边 （丹麦）  | 养子十五岁 （瑞典） | 图灵传 （英国）            | 虔诚的鳏夫 （荷兰）   | 马修·谢巴德是我的朋友 （美国） | 已取消                             | 已取消                           | 已取消                       |
| 新闻评审团奖         | 未设立                        | 未设立                | 未设立                     | 未设立              | 未设立                     | 未设立                | 茱莉亚 （德国）                | 面具人生 （美国）                  | 叫我玛丽安娜 （波兰）            | 玛莎·约翰逊的生与死 （美国） |
| 最佳纪录长片         | 未设立                        | 未设立                | 未设立                     | 未设立              | 未设立                     | 未设立                | 茱莉亚 （德国）                | 雾中声音 （澳大利亚）              | 暂停颁发                         | 遗骨论战 （西班牙 / 美国）   |
| 最佳纪录短片         | 未设立                        | 未设立                | 未设立                     | 未设立              | 未设立                     | 未设立                | 他们是谁？ （俄罗斯 / 美国）   | 黑人·酷儿·妓女 （哥伦比亚 / 荷兰） | 暂停颁发                         | 小土豆 （美国）              |
| 观众长片奖           | 未设立                        | 未设立                | 未设立                     | 未设立              | 未设立                     | 未设立                | 未设立                         | 面具人生 （美国）                  | 愤怒的印度女神 （印度 / 德国）   | 查维拉 （墨西哥 / 西班牙）   |
| 观众短片奖           | 未设立                        | 未设立                | 未设立                     | 未设立              | 未设立                     | 未设立                | 未设立                         | 假小子 （美国）                    | 快活啊 （英国）                  | 整个世界 （美国）            |
| 评审团特别奖         | 未设立                        | 未设立                | 未设立                     | 世代 （美国）       | 已取消                     | 已取消                | 已取消                         | 已取消                             | 已取消                           | 已取消                       |
| 最佳动画片           | 未设立                        | 未设立                | 手拉手 （瑞典）            | 已取消              | 已取消                     | 已取消                | 已取消                         | 已取消                             | 已取消                           | 已取消                       |
| 最佳社交电影         | 未设立                        | 扣押幸福 （美国）     | 已取消                     | 已取消              | 已取消                     | 已取消                | 已取消                         | 已取消                             | 已取消                           | 已取消                       |
| 最佳启发电影         | 未设立                        | 穿制服的女孩 （德国） | 已取消                     | 已取消              | 已取消                     | 已取消                | 已取消                         | 已取消                             | 已取消                           | 已取消                       |
| 最具人性价值奖       | 未设立                        | 乔治女孩 （新西兰）   | 已取消                     | 已取消              | 已取消                     | 已取消                | 已取消                         | 已取消                             | 已取消                           | 已取消                       |
| 资料来源：电影节官网 |                               |                       |                            |                     |                            |                       |                                |                                    |                                  |                              |